# Širákov
Širákov, ungarisch Sirák ist eine Gemeinde im Süden der Slowakei mit 181 Einwohnern (Stand 31. Dezember 2024). Sie gehört zum Okres Veľký Krtíš, einem Kreis des Banskobystrický kraj.

## Geographie
Die Gemeinde befindet sich im Talkessel Ipeľská kotlina, einem Teil der größeren Einheit Juhoslovenská kotlina, am Südostrand der Hochebene Krupinská planina, am Bach Trebušovský potok im Einzugsgebiet des Ipeľ. Das Ortszentrum liegt auf einer Höhe von 200 m n.m. und ist 19 Kilometer von Veľký Krtíš entfernt.
Nachbargemeinden sind Seľany im Norden und Osten, Kamenné Kosihy im Südosten, Ďurkovce im Südwesten und Čelovce im Westen und Nordwesten.

## Geschichte
Širákov wurde zum ersten Mal 1303 als Kezew schriftlich erwähnt, der heutige Name erschien im Jahr 1356 in der Form Syrok. Zuerst war das Dorf Besitz eines gewissen János Siráki und anschließend bis zum 15. Jahrhundert von dessen Nachfahren, später war der Ort Besitz des Landadels. 1715 gab es zwei Haushalte, 1828 zählte man 56 Häuser und 336 Einwohner, die als Landwirte und Winzer beschäftigt waren.
Bis 1918/1919 gehörte der im Komitat Hont liegende Ort zum Königreich Ungarn und kam danach zur Tschechoslowakei beziehungsweise heute Slowakei. Auf Grund des Ersten Wiener Schiedsspruchs lag er von 1938 bis 1944 noch einmal in Ungarn.

## Bevölkerung
| Jahr                | 1994 | 2004    | 2014     | 2024     |
| ------------------- | ---- | ------- | -------- | -------- |
| Anzahl der Personen | 256  | 244     | 205      | 181      |
| Unterschied         |      | −4,68 % | −15,98 % | −11,70 % |

| Jahr                | 2023 | 2024    |
| ------------------- | ---- | ------- |
| Anzahl der Personen | 184  | 181     |
| Unterschied         |      | −1,63 % |

Gemäß der Volkszählung 2011 wohnten in Širákov 216 Einwohner, davon 141 Magyaren und 66 Slowaken. Neun Einwohner machten keine Angabe zur Ethnie. 
201 Einwohner bekannten sich zur Römisch-katholischen Kirche und zwei Einwohner zur reformierten Kirche. Vier Einwohner waren konfessionslos und bei neun Einwohnern wurde die Konfession nicht ermittelt.